# Boyd (Minnesota)
Boyd és una població dels Estats Units a l'estat de Minnesota. Segons el cens del 2000 tenia 210 habitants.

## Demografia
Segons el cens del 2000, Boyd tenia 210 habitants, 100 habitatges, i 52 famílies. La densitat de població era de 153 habitants per km².
Dels 100 habitatges en un 18% hi vivien nens de menys de 18 anys, en un 42% hi vivien parelles casades, en un 7% dones solteres, i en un 48% no eren unitats familiars. En el 39% dels habitatges hi vivien persones soles el 16% de les quals corresponia a persones de 65 anys o més que vivien soles. El nombre mitjà de persones vivint en cada habitatge era de 2,1 i el nombre mitjà de persones que vivien en cada família era de 2,88.
Per edats la població es repartia de la següent manera: un 19% tenia menys de 18 anys, un 8,1% entre 18 i 24, un 30,5% entre 25 i 44, un 27,1% de 45 a 60 i un 15,2% 65 anys o més.
L'edat mediana era de 42 anys. Per cada 100 dones de 18 o més anys hi havia 107,3 homes.
La renda mediana per habitatge era de 30.625 $ i la renda mediana per família de 41.500 $. Els homes tenien una renda mediana de 21.591 $ mentre que les dones 17.955 $. La renda per capita de la població era de 16.917 $. Entorn del 4% de les famílies i el 6,8% de la població estaven per davall del llindar de pobresa.

## Poblacions més properes
El següent diagrama mostra les poblacions més properes.